# Tiroler Knödel

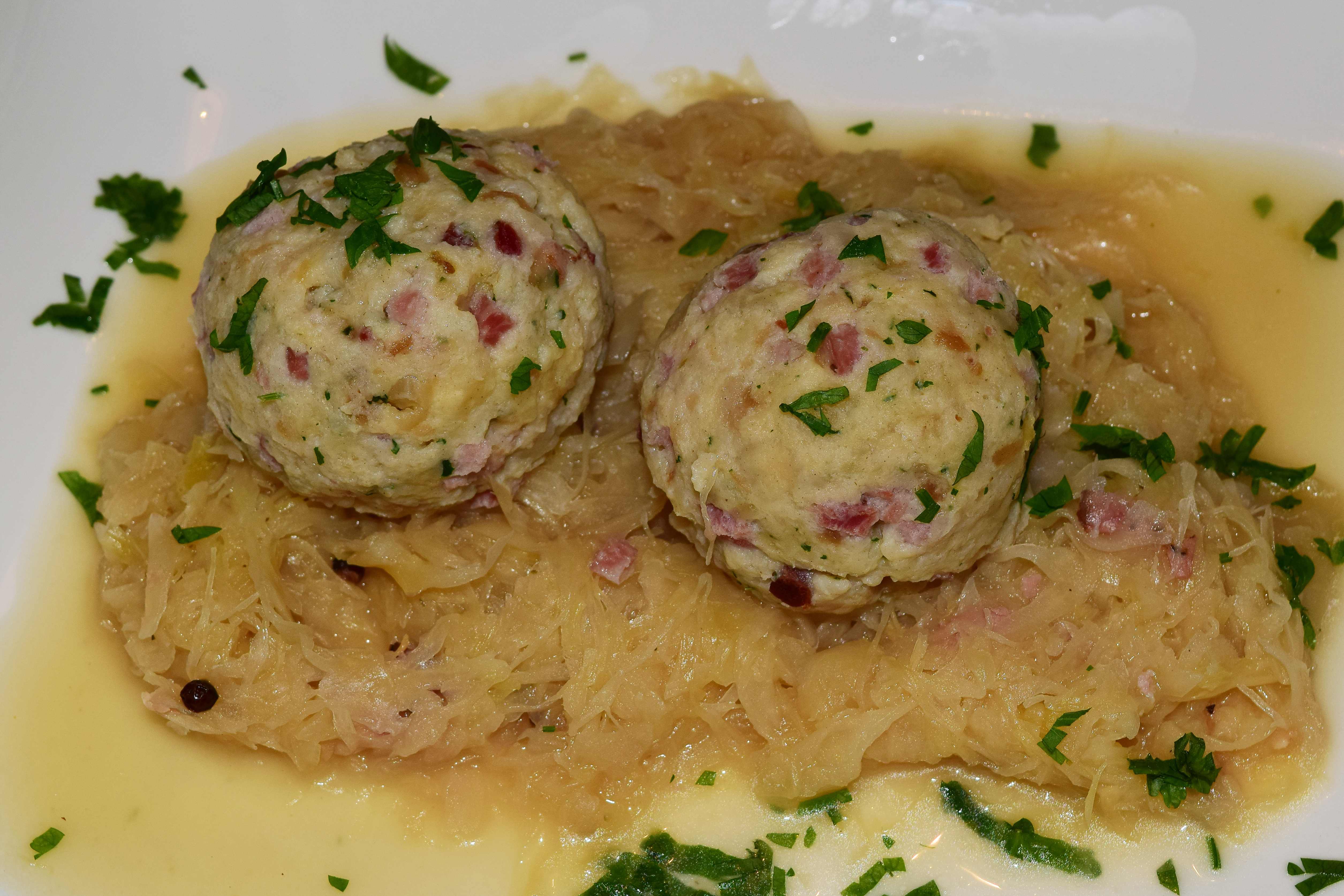
Tiroler Knödel mit Sauerkraut in Imst

Tiroler Knödel (auch Tirolerknödel) sind Wiener Semmelknödel aus Knödelbrot, in die Würfelchen aus (gekochtem) magerem Selchfleisch oder geräucherter Wurst, teils auch Speck, eingearbeitet wurden. Die Semmelknödelmasse kann durch gehacktes Petersiliengrün oder Schnittlauch ergänzt werden.
Tiroler Knödel finden sich in der österreichischen Küche, speziell der Tiroler Küche, als Suppeneinlage. Sie werden auch als Beilage gereicht, dann werden sie mit gebähten Semmelwürfeln gemacht und etwas größer geformt. Als Hauptgericht werden sie zu süßem oder saurem Kraut serviert. Eine typisch österreichische Spezialität ist die Tiroler Knödelsuppe, eine Kraftbrühe mit Tiroler Knödeln.
Ursprünglich wurden die Tiroler Knödel als Mehlknödel bereitet (was regional noch in Gebirgsbauernhäusern üblich ist), man buk sie in Schmalz, bevor man sie in die Suppe gab. Zur Fastenzeit lässt man das Geselchte weg; in diese sogenannten Fastenknödel (Faschtnknödel) kommen stattdessen in Butter geröstete Zwiebelwürfel, ein Brauch, der seit Ende des 16. Jhs. nachgewiesen werden kann.
Speckknödel unterscheiden sich von den Tiroler Knödeln durch die Verwendung von durchwachsenem Speck mit erhöhtem Fettanteil.